# Marcilly-sur-Tille
Marcilly-sur-Tille ist eine französische Gemeinde mit 1.734 Einwohnern (Stand: 1. Januar 2022) im Département Côte-d’Or in der Region Bourgogne-Franche-Comté. Sie gehört zum Arrondissement Dijon und zum Kanton Is-sur-Tille. Die Einwohner werden Marciliens genannt.

## Geographie
Marcilly-sur-Tille liegt etwa 22 Kilometer nordnordöstlich von Dijon am Ignon und wird umgeben von Is-sur-Tille im Norden und Westen, Til-Châtel im Osten, Gemeaux im Süden sowie Chaignay im Südwesten.

## Bevölkerungsentwicklung
| Jahr                       | 1962 | 1968 | 1975 | 1982 | 1990 | 1999 | 2006 | 2013 | 2019 |
| Einwohner                  | 790  | 733  | 1209 | 1350 | 1403 | 1432 | 1485 | 1684 | 1688 |
| Quellen: Cassini und INSEE |      |      |      |      |      |      |      |      |      |

## Sehenswürdigkeiten
- Kirche Saint-Jean-Claude aus dem 13. Jahrhundert
- Mühle aus dem 18. Jahrhundert
- Waschhaus

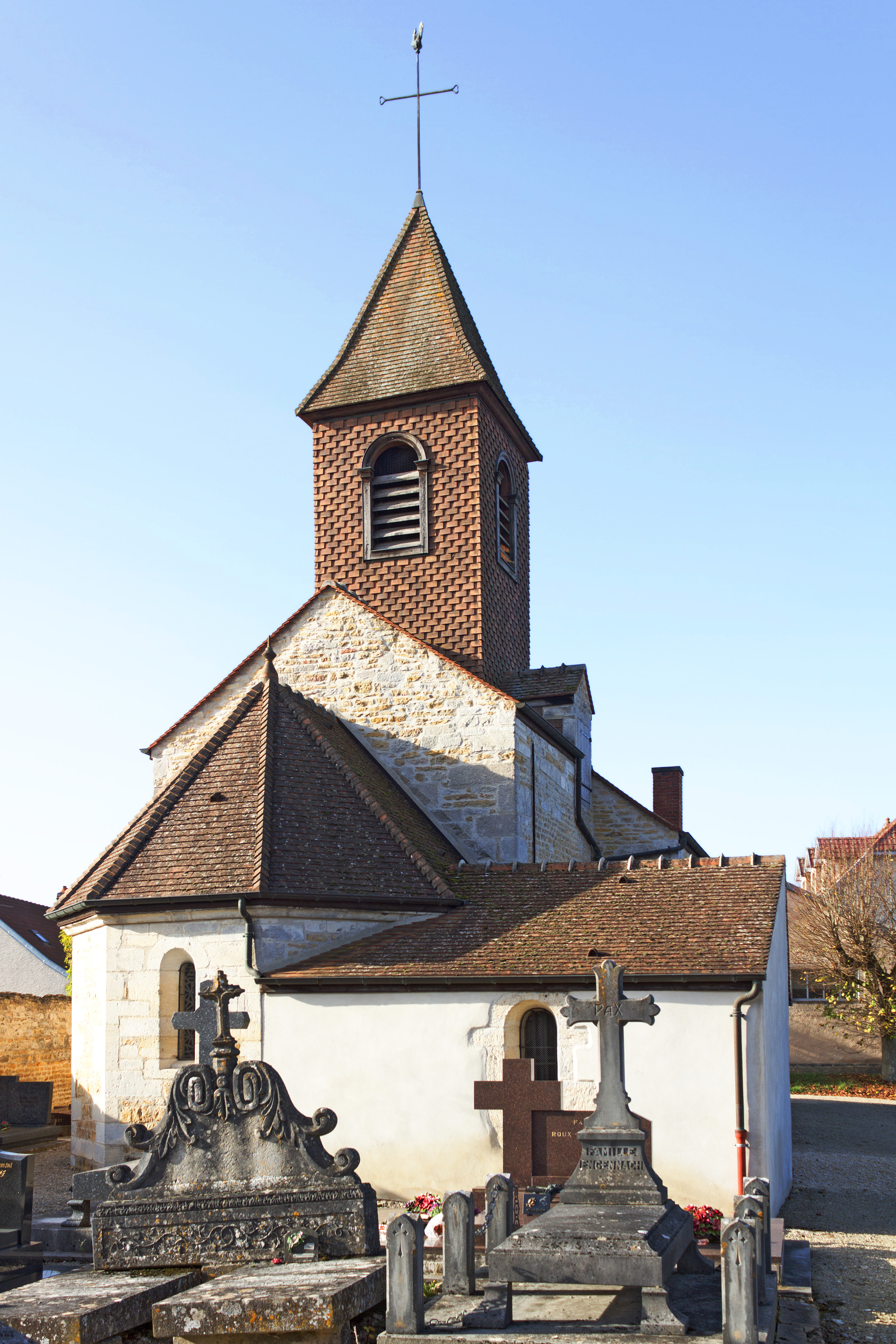
Kirche Saint-Jean-Claude
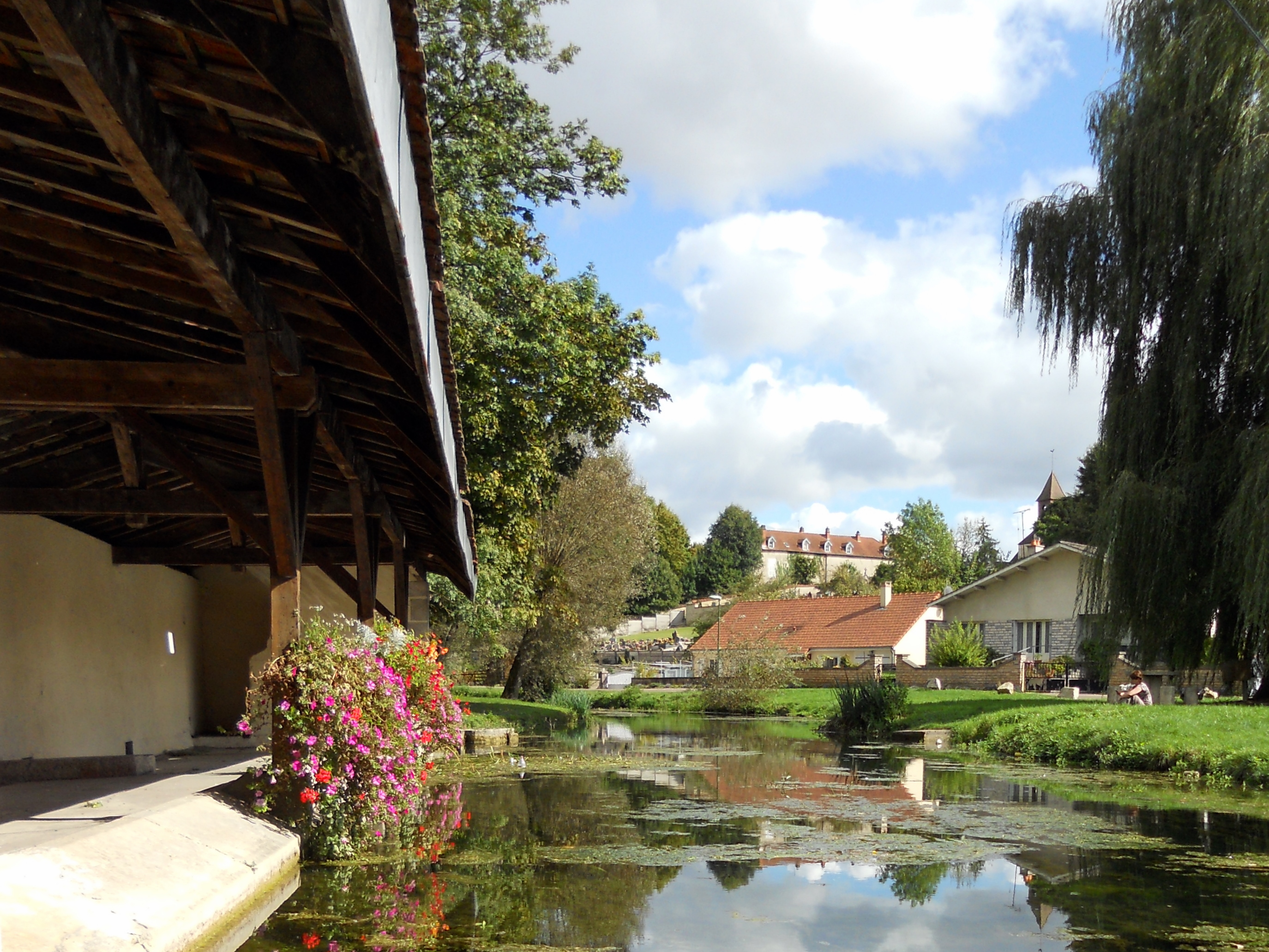
Waschhaus